# Kazimierz Iwanowski
Kazimierz Iwanowski (ur. 16 września 1915 w Sarnach, zm. 24 października 1979) – polski polityk i leśnik, żołnierz Batalionów Chłopskich, p.o. dyrektora naczelnego Lasów Państwowych (1944–1945), podsekretarz stanu w Ministerstwie Lasów (1945–1947) i Ministerstwie Leśnictwa (1947–1949), poseł do Krajowej Rady Narodowej.

## Życiorys
Syn kowala Stanisława i Stanisławy. Ukończył studia pierwszego (1945) i drugiego (1948) stopnia na Wydziale Leśnym Szkoły Głównej Gospodarstwa Wiejskiego. Od 1937 do 1939 działał w Związku Młodzieży Wiejskiej RP „Wici”, w 1945 wszedł w skład odrodzonych władz krajowych tej organizacji. Równocześnie od 1937 do 1939 pracował w nadleśnictwie w Hurbach na Wołyniu. Pomiędzy 1939 a 1944 kierownik tartaku, praktykant i leśniczy w nadleśnictwie Żyrzyn. W okresie II wojny światowej związany z Batalionami Chłopskimi jako szef Ochrony Lasów w ramach Okręgu IV Lublin BCh oraz członek komendy Obwodu 1 Puławy w ramach tego okręgu.
W sierpniu 1944 został Głównym Inspektorem Lasów Państwowych, następnie od października 1944 do lipca 1945 pełnił obowiązki dyrektora naczelnego Lasów Państwowych, następnie zajmował stanowisko podsekretarza stanu w Ministerstwie Lasów (sierpień 1945 – wrzesień 1947) i Ministerstwie Leśnictwa (wrzesień 1947 – styczeń 1949). Współtwórca dekretu o upaństwowieniu lasów i Straży Leśnej. 31 grudnia został posłem do Krajowej Rady Narodowej na wniosek Stronnictwa Ludowego, zasiadał w niej do końca kadencji 1947. Działał kolejno w Stronnictwie Ludowym (lubelskim) (1944–1945), Polskim Stronnictwie Ludowym (mikołajczykowskim) (1945–1946), Polskim Stronnictwie Ludowym „Nowe Wyzwolenie” (1946–1947), ponownie SL (1947–1949) i Zjednoczonym Stronnictwie Ludowym (od 1949). W 1944 został zastępcą skarbnika w Tymczasowym Zarządzie Głównym SL i zastępcą przewodniczącego Głównego Sądu Partyjnego. Do 1946 zasiadał w radzie naczelnej PSL (mikołajczykowskiego). W 1946 został skarbnikiem PSL „Nowe Wyzwolenie” i zajmował to stanowisko do rozwiązania partii . W ramach ZSL był m.in. członkiem prezydium Głównej Komisji Rewizyjnej i wiceprzewodniczącym Głównego Sądu Partyjnego.
W kolejnych latach zajmował stanowiska dyrektora Okręgowego Zarządu Lasów Państwowych w Siedlcach (1949–1950), dyrektora naczelnego Państwowych Centrali Leśnych Produktów Niedrzewnych „Las” (1950), wicedyrektora Zjednoczenia w Ministerstwie Budownictwa Miast i Osiedli budującego Marszałkowską Dzielnicę Mieszkaniową (1951–1955), wiceprezesa Wojewódzkiego Związku Spółdzielczości Pracy w Opolu (1955–1956), dyrektor Zarządu Gospodarki Opakowaniami (1956–1957) i Departamentu Lasów Nadzorowanych, Zadrzewień i Łowiectwa (1957–1979) w Ministerstwie Leśnictwa i Przemysłu Drzewnego. Działał w Polskim Towarzystwie Leśnym oraz Związku Bojowników o Wolność i Demokrację.
Został pochowany na Cmentarzu Wojskowym na Powązkach.

## Odznaczenia i wyróżnienie
Odznaczony Krzyżem Komandorskim Orderu Odrodzenia Polski (1946), Medalem Zwycięstwa i Wolności 1945 (1946), Krzyżem Partyzanckim (1948), Złotą Odznaką Odbudowy Warszawy (1952), Złotym Krzyżem Zasługi (1959), Orderem Krzyża Grunwaldu III klasy (1959) oraz Złotą Odznaką Honorową PTL (1959).